# 趙一鵬
趙一鵬（1549年—？），字化卿，直隸蘇州府吳縣民籍，常州府無錫縣人，明朝政治人物。

## 生平
萬曆四年（1576年）丙子科應天府鄉試第九十名，萬曆五年（1577年）丁丑科會試第五十八名，登三甲第一百七十一名進士。十六年三月选授监察御史。

## 家族
曾祖趙榮；祖父趙鳳；父趙朔。母許氏。慈侍下。